# Glenea luteicollis
Glenea luteicollis é uma espécie de escaravelho da família Cerambycidae.